# Yanmar Stadion
Lo Yanmar Stadion, noto anche come Almere City Stadion, è un impianto calcistico di Almere, casa dell'Almere City noto per essere lo stadio più piccolo nel calcio professionistico olandese, infatti poteva inizialmente ospitare 3 000 spettatori, numero poi aumentato a 4 501 con la ristrutturazione del 2019-2020.
Lo stadio, che è parte del Fanny Blankers-Koen Sports Park di Almere, è stato costruito nel 2005 ed inaugurato come Mitsubishi Forkliftstadion. Nella stagione 2013-2014 ha assunto il nome di Almere City Stadion, tuttavia la stagione seguente ha assunto il nome commerciale di Yanmar Stadio a seguito della cessione dei diritti di denominazione a Yanmar.

## Football americano
Nel 2017 lo stadio ha ospitato le finali dei campionati olandesi di football americano.

### Tulip Bowl
| Almere 1º luglio 2017, ore 19:30 | Amsterdam Crusaders | 33 – 13 (7-0 0-7 14-6 12-0) | 010 Trojans | Yanmar Stadion (768 spett.) |

### Runners-Up Bowl
| Almere 1º luglio 2017, ore 15:00 | Lelystad Commanders | 27 – 10 | Den Haag Raiders '99 | Yanmar Stadion |